# Surveillance de haute police
En France, la surveillance de haute police, parfois aussi appelée la surveillance de la haute police de l’État ou bien surveillance spéciale de la haute police de l'État, était une peine complémentaire imposée à certains criminels de 1810 jusqu'à sa suppression en 1885.

## Description

### Régime
Une personne placée sous la surveillance de la haute police de l’État devait fournir une caution aux autorités, à défaut de quoi le gouvernement choisissait où elle pouvait résider ou non ; cette caution était prioritairement affectée au paiement des dommages causés par le condamné à la suite d'infractions subséquentes,.
En cas de désobéissance à l'ordre de cantonnement, le condamné pouvait être détenu durant un intervalle pouvant aller jusqu'à la période fixée pour la fin de la période de surveillance spéciale.
Cette surveillance pouvait être prononcée à vie ou pour un temps donné.
Bien que cette peine fût principalement complémentaire, elle pouvait être prononcée à titre de peine principale, comme pour les membres de bandes séditieuses n'y ayant exercé aucun commandement et s'étant retirés au premier avertissement .

### Cibles
Les personnes qui devaient être condamnées à la surveillance de haute police étaient les criminels de droit communs ainsi que les auteurs d'infractions intéressant la sureté de l’État,.
Cette peine ne pouvait être prononcée que dans les cas où la loi l'autorisait expressément.
| Durée de la surveillance                   | Durée de la surveillance                   | Personnes concernées |
| Borne inférieure                           | Borne supérieure                           | Personnes concernées |
| ------------------------------------------ | ------------------------------------------ | --- |
| À vie                                      | À vie                                      | - Tout condamné aux travaux forcés à temps ou à la réclusion - Tout prévenu ayant été exempté de peine pour avoir dénoncé ou fait arrêter ses complices pour les crimes suivants: - Crimes ou de complots intéressant la sureté de l’État ou dirigés contre l'Empereur - Faux-monnayeurs |
| Pour une durée égale à celle de leur peine | Pour une durée égale à celle de leur peine | - Personne ayant été condamnée au bannissement - Personne ayant été condamnée pour crimes ou délits intéressant la sûreté intérieure ou extérieure de l’État |
| 10                                         | 20                                         | - Corrupteurs de mineurs dans les cas où il s'agit de leurs parents ou tuteurs |
| 5                                          | 10                                         | - Moteurs d'une rébellion - Auteurs de menaces - Condamnés pour séquestration - Vol - Spéculation sur les grains ou les boissons - Dévastation de récoltes |
| 2                                          | 10                                         | - Coups et blessures |
| -                                          | 10                                         | - Parents d'auteurs de complots ou d'attentats contre la sureté de l’État ne les ayant pas dénoncés |
| 2                                          | 5                                          | - Corrupteurs de mineurs - Meneurs de grève - Spéculation sur marchandises - Empoisonnement de bétail ou de poissons en étang |

## Histoire

### Création
Inconnue de l'Ancien Régime, la surveillance de haute police fut créée pour la première fois en l' pour certains acquittés ; le décret du 19 ventôse an XIII la prévoyait pour les forçats, auxquels fut interdit l’accès à Paris, aux frontières, résidences impériales ainsi qu'aux places de guerre et auxquels furent adjoint l'obligation d'indiquer un lieu de résidence, où ils seront placés sous la surveillance des autorités locales,,.
Le Code pénal de 1810, motivé par la volonté de garder à l’œil certaines personnes perçues comme dangereuses pour la société, tel que les anciens prisonniers ainsi que les criminels d’État,, dans un pays où les moyens de communications et de transport étaient encore lents, dont les frontières avaient été repoussées par de nombreuses conquêtes et où les souvenirs des désordres révolutionnaires étaient encore présents,.[pas clair]

### Évolution
En 1812, un arrêt du Conseil d'État décida, contrairement à l'opinion du ministre de la Justice, que le cautionnement ne pouvait jamais être provoqué par le condamné, mais uniquement par les parties civiles ou le parquet, s'il n'avait pas été fixé au jugement,.
À la vue d'anciens condamnés que la surveillance de haute police marquait comme inemployables et réduisait, pour ainsi dire, à la mendicité, à la récidive où au vagabondage afin d'échapper à ses griffes ou pour pouvoir gagner leur vie, il fut apporté, en 1832, des changements à ce régime: le cautionnement fut supprimé et le condamné pouvait choisir lui-même son lieu de résidence ; les parents n'ayant pas dénoncé des crimes contre l’État ne furent plus sujets à être condamnés à cette peine ; peu de temps après, une circulaire du ministre de l'Intérieur déclara que les condamnés devait être dispensés de mesures rendant leur état public, telles que les visites bisannuelles.
En 1845 la surveillance de haute police fut étendue à ceux qui avaient émis des menaces envers la circulation ferroviaire,.
En 1851, six jours après le coup d'État du 2 décembre 1851, le condamné perdit le droit de choisir son domicile, il lui fut interdit de paraitre à Paris ainsi que dans sa banlieue, ; quatre jours après, il fut décidé que tout condamné en rupture de ban serait déporté à Cayenne ou en Algérie. Les circonstances atténuantes permettaient cependant de faire condamner des coupables à des peines correctionnelles et ainsi de les faire échapper à la surveillance perpétuelle de la haute police.
En 1874 la durée maximale de la surveillance passa à vingt ans.

### Critiques
Cette peine fut critiquée par le fait qu'elle stigmatisait le condamné en le signalant à la population comme un ancien délinquant, empêchant ainsi toute réinsertion et le faisait retourner au crime, à la mendicité ou au vagabondage, faisant préférer à certains la prison à la liberté.
D'autres critiquaient son inefficacité, de par son emprise qu'ils jugeaient trop importante pour véritablement cibler ceux présentant un réel danger social ; de plus, arguant du premier point, ils avançaient que certains condamnés se cachaient avec de faux passeports.
Le cas le plus célèbre de condamné de fiction à la surveillance de haute police est Jean Valjean dans Les Misérables, que son passeport jaune désigne au mépris généralisé,,.

### Suppression
Ce régime est supprimé en 1885, remplacée par la simple interdiction de paraitre en certains lieux qui lui aura été signifiée par le gouvernement ainsi que par la relégation.